# Сивенький Тарас Богданович

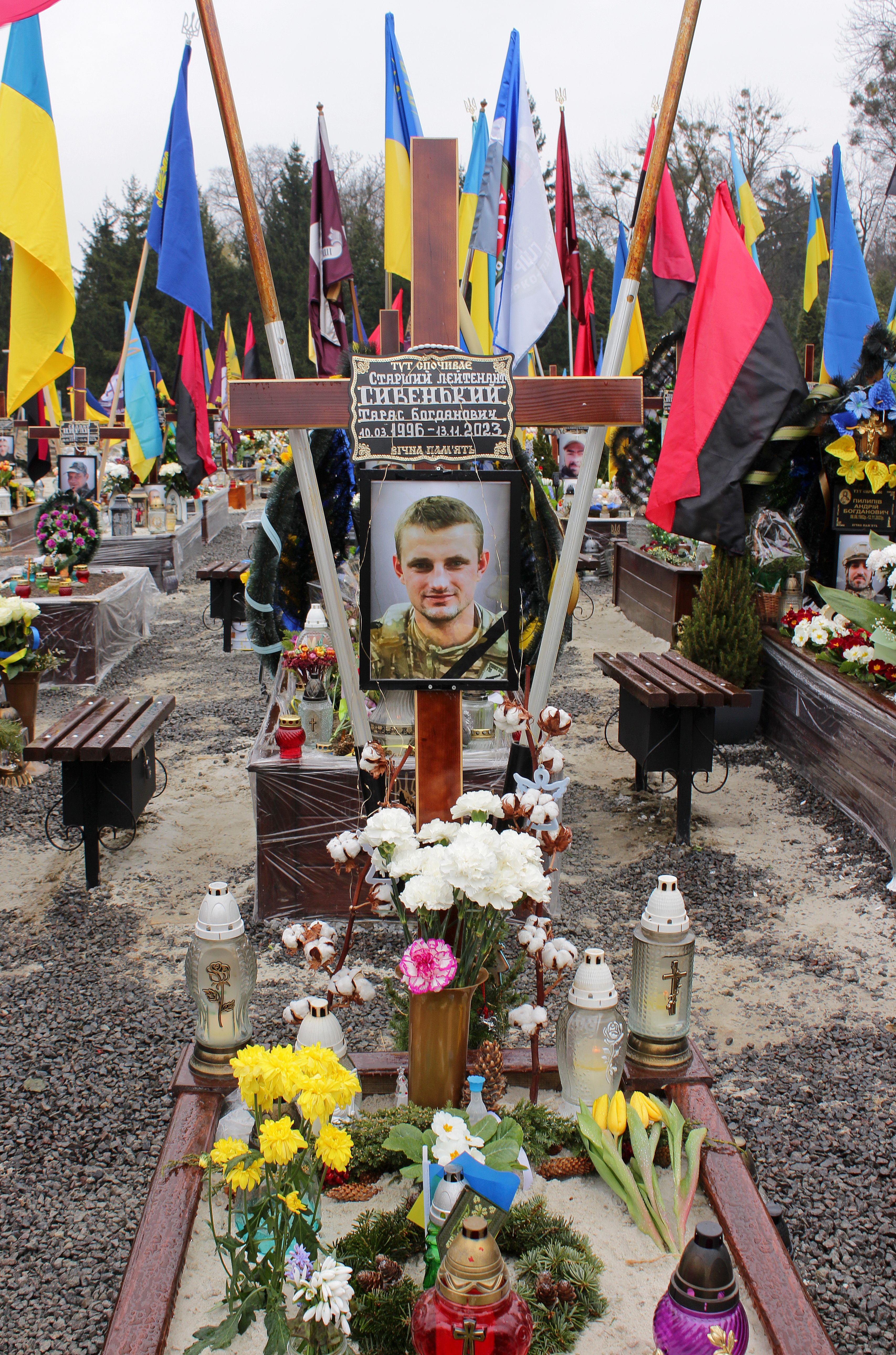

Тара́с Богда́нович Сиве́нький («Сивий»,10 березня 1996, м. Львів — 13 листопада 2023, поблизу м. Часів Яр, Бахмутський район, Донецька область.)— інженер-конструктор, доброволець, старший лейтенант, командир артилерійської батареї 45-ї окремої артилерійської бригади Корпусу резерву Сухопутних військ Збройних сил України, учасник російсько-української війни. Нагороджений почесним нагрудним знаком Головнокомандувача «Сталевий хрест», нагрудним знаком «Срібний хрест», орденом «За мужність» ІІІ ступеня, орденом Богдана Хмельницького ІІІ ступеня (посмертно).

## Життєпис
Тарас Сивенький народився 10 березня 1996 р. у місті Львові. З дитинства був активною дитиною, багато читав та цікавився історією. З 1 класу по 2 клас займався бальними танцями, далі навчався живопису у «Львівській дитячій школі народного мистецтва» протягом 4 років, а з 10-ти річного віку захопився бігом. Здобув базову середньої освіту у Ліцеї № 93 ЛМР. З 2011 року навчався в «Львівському фаховому коледжі спорту» на відділенні легкої атлетики за запрошенням заслуженого тренера України Михайла Сташківа в якого тренувався з 12-ти років. В анкеті вступника зазначив «люблю змагатися, адже життя як бігова доріжка, на якій чимало всього вчишся». Був неодноразовим переможцем Львівської області у змаганнях з бігу на 800 метрів серед юніорів, змагався й на дистанціях 1000 та 1500 метрів.
Після навчання в коледжі вступив до Національного університету «Львівська політехніка» на кафедру технології машинобудування (зараз кафедра робототехніки та інтегрованих технологій машинобудування — РІТМ), випускником якої є його батько, спеціальність"Інженерна механіка" де навчався з 2013 по 2018 роки.
Доцент кафедри РІТМ Ігор Юрчишин:
```
Тарас був відповідальний. Традиційна для багатьох студентів легковажність не була йому притаманна. Був серйозний і наполегливий. Не прагнув легких оцінок, не думав про мінімальні бали. Завжди казав: "Хочу мати ту оцінку, на яку заслуговую. І ніколи не було такого, щоб він хоча б колись захотів скористатись тим, що я приятелюю з його батьком. Ще під час навчання почав працювати за фахом, де програмував системи ЧПК, а це високий пілотаж у нашій інженерії
[
5
]
. 
```

Доцент кафедри РІТМ Ярослав Кусий, який був керівником магістерської кваліфікаційної роботи Тараса Сивенького:
```
Був цілеспрямованою людиною, завжди мав свою думку, конструктивно обстоював свої переконання, був лідером у групі й добре вчився. Під час підготовки його магістерської роботи я мав позитивні враження від нашої співпраці, від того, як Тарас готувався. А коли він приходив до мене на консультацію, то його телефон розривався від робочих питань. Вже тоді він був і технологом, і конструктором у відділі постачання.
```

У 2017 році завершив військову підготовку у Національній академії сухопутних військ імені гетьмана Петра Сагайдачного.
Працював інженером-конструктором у Товаристві з обмеженою відповідальністю "Biscotti" та Науково-виробничому підприємстві «Спаринг-Віст Центр».

## Бойовий шлях
У перші години пономасштабного вторгнення Тарас Сивенький разом з батьком Богданом добровольцями пішли на захист Батьківщини. Тарас вступив до лав 45-ї окремої артилерійської бригади Корпусу резерву Сухопутних військ Збройних Сил України, а його батько — 24-ї окремої механізованої бригади імені короля Данила.
Влітку 2023 року в інтерв’ю Radio UA Chicago (єдине україномовне радіо, яке виходить щоденно у США), Тарас сказав:
```
До війська я потрапив в 9:00 ранку 24 лютого 2022 року як тільки почалася війна. Дивлюся, що завдавано ракетного удару по всій Україні. Я взяв рюкзак на спину і поїхав у воєнкомат
[
6
]
.
```

Ще на початку свого бойового шляху, 13 березня 2022 року, Тарас пережив атаку на Яворівський військовий полігон, в якій загинуло 64 людини. 12 квітня 2022 року Тарасу Сивенькому було присвоєне офіцерське звання "лейтенант", 13 травня 2023 року — "старший лейтенант". Під час бойових дій у 2022 році як командир взводу брав участь у обороні Криворіжжя, звільнення Херсонщини та Харківщини, а у 2023 — Харківщини та Донеччини. За час служби опанував стрільбу на американській 155-мм гаубиці M777 та радянській 100-мм протитанковій гарматі МТ-12.
У своїх спогадах журналістка Radio Chicago UA Христина Луцик згадує:
```
Вперше Тараса на фронті я зустріла о 6:00 на огорнутих густим туманом позиціях в районі Бахмута. Бійці відпочивали після зміни під акомпанемент гуркоту артилерії. “Інтерв’ю тобі дасть Тарас, він тут старший”, – сказав командир, який привіз мене до хлопців.  Коли чуєш фразу “він тут старший”, то в голові одразу виникає образ трохи сивого чоловіка з шрамами на обличчі. Яким було моє здивування, коли до нас з  машини вийшов зовсім молодий та красивий хлопець 
[
7
]
.
```

Військовий Роман Бурко, який служив з Тарасом в одному дивізіоні, згадує:
```
“Він був відважним, цілеспрямованим та розумним офіцером. А ще — дуже вмотивованим, завжди йшов на найскладніші завдання. Такі офіцери — приклад для солдатів”
[
8
]
.
```

За 5 днів до початку повномасштабного вторгнення, Тарас Сивенький на одному онлайн форумі на питання "Якщо завтра війна?" написав пророчі для себе та України слова:
```
...Я не бачу майбутнього в якому я гуляю з філіжанкою кави на площі ринок і дивлюсь на триколор що висить на ратуші. У той час скоріш за все загине, виїде за кордон чи буде поранено багато мої родичів, друзів і просто співвічизників. Будуть зруйновані долі мільйонів людей, сотні тисяч репресованих посаджених в тюрму та закатованих. Не розумію як можна буде спокійно прийняти те що станеться і жити з цим. ” Я не побачу загибелі своєї Батьківщини, бо помру в останньому окопі захищаючи її ” – залишається тільки вірити що ця крилата фраза залишиться тільки крилатою і найгірші сценарії та прогнози не справдяться. Буду вірити у краще але готуватися до гіршого. Слава Україні!
[
9
]
```

Прощання із Тарасом відбулося 18 листопада 2023 року у Львові. Похований на Марсовому Полі, що на Личаківському кладовищі.

## Нагороди
- Орден Богдана Хмельницького ІІІ ступеня (20 грудня 2023, посмертно) — за особливі заслуги у захисті державного суверенітету, територіальної цілісності, у зміцненні обороноздатності та безпеки України.
- Орден «За мужність» ІІІ ступеня (10 листопада 2023) — за особисту мужність і самовіддані дії, виявлені у захисті державного суверенітету та територіальної цілісності України, вірність військовій присязі.
- Почесна відзнака 45 окремої артилерійської бригади (1 листопада 2023) — за старанність, розумну ініціативу, сумлінне виконання службовиї обов'язків, за мужність та відвагу, проявленні під час виконання бойового завдання, високі показники в бойовій підготовці, збереження життя та здоров'я військовослужбовців 45 окремої артилерійської бригади.
- Відзнака голови ради оборони м. Кривого Рогу нагрудним знаком «За захист Криворіжжя» (08 вересня 2023) — за особисту мужність, героїзм, патрітизм, самовідданість, проявлені під час захисту державного суверенітету, територіальної цілісності та незалежності України
- Почесний нагрудний знак Головнокомандувача Збройних Сил України «Срібний хрест» (21 серпня 2023) — за особистий внесок у справу розбудови і розвитку Збройних Сил України, успішне виконання бойових завдань.
- Нагрудний знак «Орден Петра Сагайдачного» II ступеня (07 липня 2023) — за особисту мужність і самовіддані дії, виявлені у захисті державного суверенітету та територіальної цілісності України, вірність військовій присязі.
- Почесний нагрудний знак Головнокомандувача Збройних Сил України Почесний нагрудний знак Головнокомандувача ЗСУ «Сталевий хрест» (30 жовтня 2022) — за вправне командування та виконання бойових завдань